# Dragacz (przystanek kolejowy)
Dragacz – przystanek kolejowy w Dragaczu, w gminie Dragacz, w powiecie świeckim, województwie kujawsko-pomorskim.

## Ruch pasażerski
| Rok  | Wymiana pasażerska na dobę |
| ---- | -------------------------- |
| 2017 | 0-9                        |
| 2022 | 0-9                        |